# Hesperocharis emeris
Hesperocharis emeris is een vlindersoort uit de familie van de Pieridae (witjes), onderfamilie Pierinae.
Hesperocharis emeris werd in 1836 beschreven door Boisduval.